# Olga Oelkers
Olga Oelkers (n. 21 mai 1887, Berlin, Imperiul German – d. 10 ianuarie 1969, Frankfurt am Main, RFG) a fost o scrimeră germană, medaliată olimpică. A participat la 2 ediții ale Jocurilor Olimpice (1928, 1936) în care a câștigat o medalie de bronz.